# جوناثان شتارك
جوناثان شتارك (بالإنجليزية: Jonathan Stark)‏ هو كاتب سيناريو ومنتج أفلام وممثل أمريكي، ولد في 16 فبراير 1952 في الولايات المتحدة. من الجوائز التي نالها جائزة إيمي.

## جوائز
- جائزة إيمي

## وصلات خارجية
- جوناثان شتارك على موقع IMDb (الإنجليزية)
- جوناثان شتارك على موقع قاعدة بيانات الفيلم (الإنجليزية)